# Saint-Genest-d'Ambière
Saint-Genest-d'Ambière [sɛ̃ ʒənɛ dɑ̃bjɛʁ] est une commune du Centre-Ouest de la France, située dans le département de la Vienne (région Nouvelle-Aquitaine), près de Lencloître, à l'ouest de Châtellerault.

### Localisation

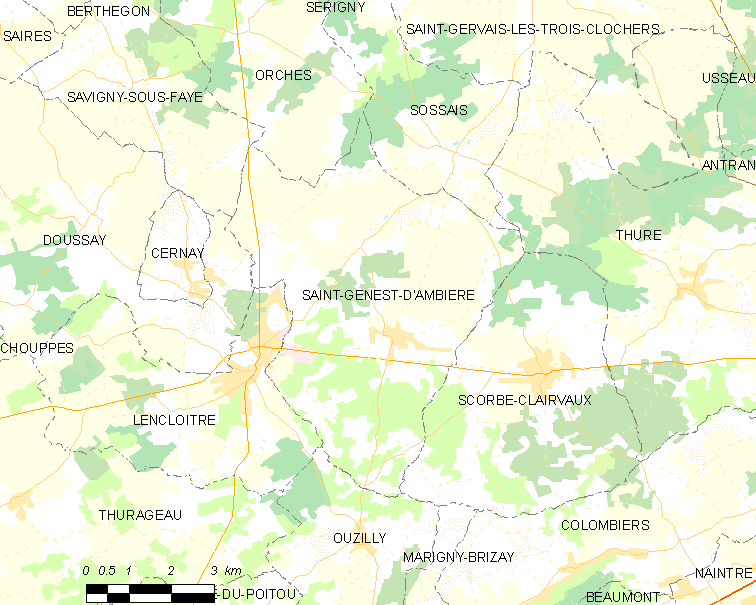
Carte du Lencloîtrais avec Saint-Genest-d'Ambière et ses communes voisines.

## Géographie

### Communes limitrophes
Les communes les plus proches de Saint-Genest-d'Ambière sont Lencloître, Scorbé-Clairvaux et Ouzilly.
| Orches Savigny-sous-Faye | Sossais                | Thuré            |
| Doussay Lencloître       | Saint-Genest-d'Ambière | Scorbé-Clairvaux |
|                          | Ouzilly                |                  |

### Climat
Pour des articles plus généraux, voir Climat de la Nouvelle-Aquitaine et Climat de la Vienne.
Historiquement, la commune est exposée à un climat océanique du nord-ouest.  
En 2020, Météo-France publie une typologie des climats de la France métropolitaine dans laquelle la commune est exposée à un climat océanique altéré et est dans la région climatique  Poitou-Charentes, caractérisée par un bon ensoleillement, particulièrement en été et des vents modérés.
Pour la période 1971-2000, la température annuelle moyenne est de 12 °C, avec une amplitude thermique annuelle de 15,2 °C. Le cumul annuel moyen de précipitations est de 664 mm, avec 10,7 jours de précipitations en janvier et 6,4 jours en juillet. Pour la période 1991-2020, la température moyenne annuelle observée sur la station météorologique la plus proche, située sur la commune de Neuville-de-Poitou à 18 km à vol d'oiseau, est de 12,5 °C et le cumul annuel moyen de précipitations est de 704,6 mm,. Pour l'avenir, les paramètres climatiques de la commune estimés pour 2050 selon différents scénarios d’émission de gaz à effet de serre sont consultables sur un site dédié publié par Météo-France en novembre 2022.

### Hydrographie

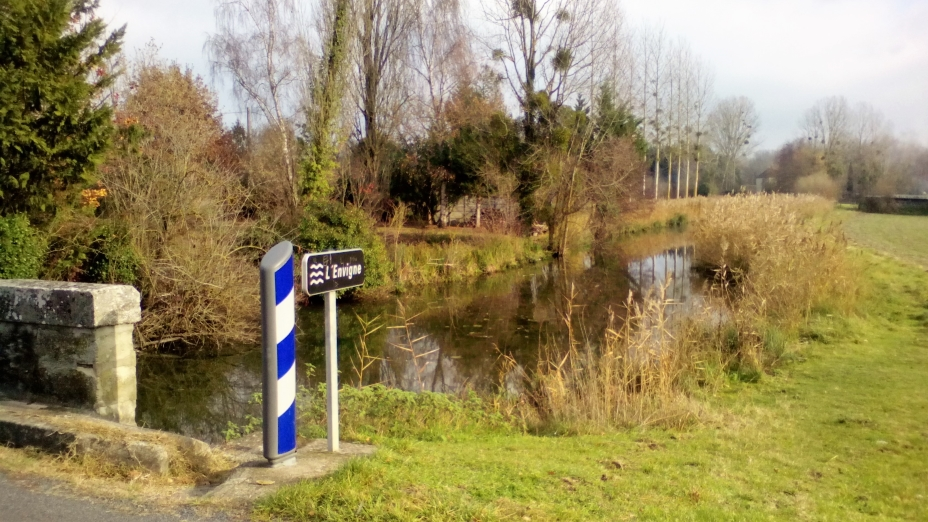
L'Envigne entre Saint-Genest-d'Ambiere et Ouzilly au sud de la commune.

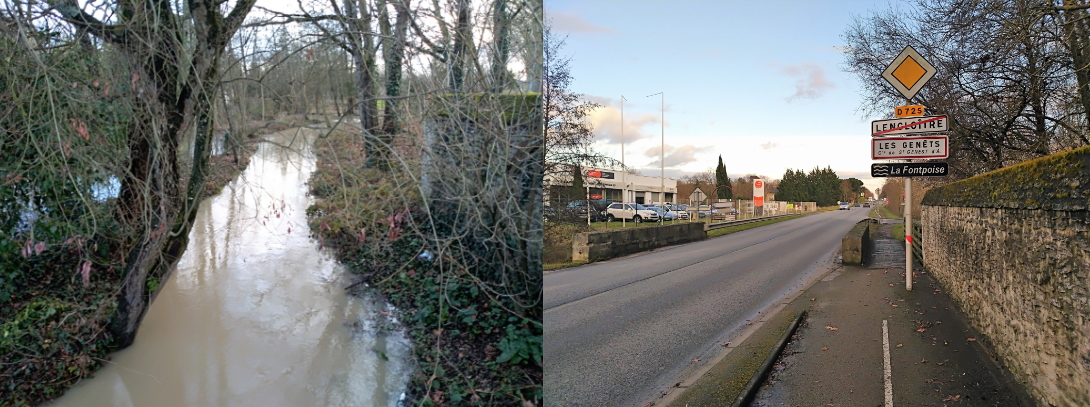
La Fontpoise, affluent de l'Envigne, séparant les communes de Saint-Genest-d'Ambière et de Lencloître.

L'Envigne, affluent de la Vienne sépare la commune de celle d'Ouzilly au sud et la rivière la Fontpoise, se déversant dans l'Envigne, sépare la commune de celle de Lencloître à l'ouest.

## Urbanisme

### Typologie
Au 1er janvier 2024, Saint-Genest-d'Ambière est catégorisée commune rurale à habitat dispersé, selon la nouvelle grille communale de densité à sept niveaux définie par l'Insee en 2022.
Elle est située hors unité urbaine. Par ailleurs la commune fait partie de l'aire d'attraction de Châtellerault, dont elle est une commune de la couronne,. Cette aire, qui regroupe 44 communes, est catégorisée dans les aires de 50 000 à moins de 200 000 habitants,.

### Occupation des sols
L'occupation des sols de la commune, telle qu'elle ressort de la base de données européenne d’occupation biophysique des sols Corine Land Cover (CLC), est marquée par l'importance des territoires agricoles (72,6 % en 2018), en diminution par rapport à 1990 (74,3 %). La répartition détaillée en 2018 est la suivante : 
terres arables (37,1 %), zones agricoles hétérogènes (33,1 %), forêts (23,8 %), prairies (2,4 %), zones industrielles ou commerciales et réseaux de communication (2 %), zones urbanisées (1,7 %). L'évolution de l’occupation des sols de la commune et de ses infrastructures peut être observée sur les différentes représentations cartographiques du territoire : la carte de Cassini (XVIIIe siècle), la carte d'état-major (1820-1866) et les cartes ou photos aériennes de l'IGN pour la période actuelle (1950 à aujourd'hui).

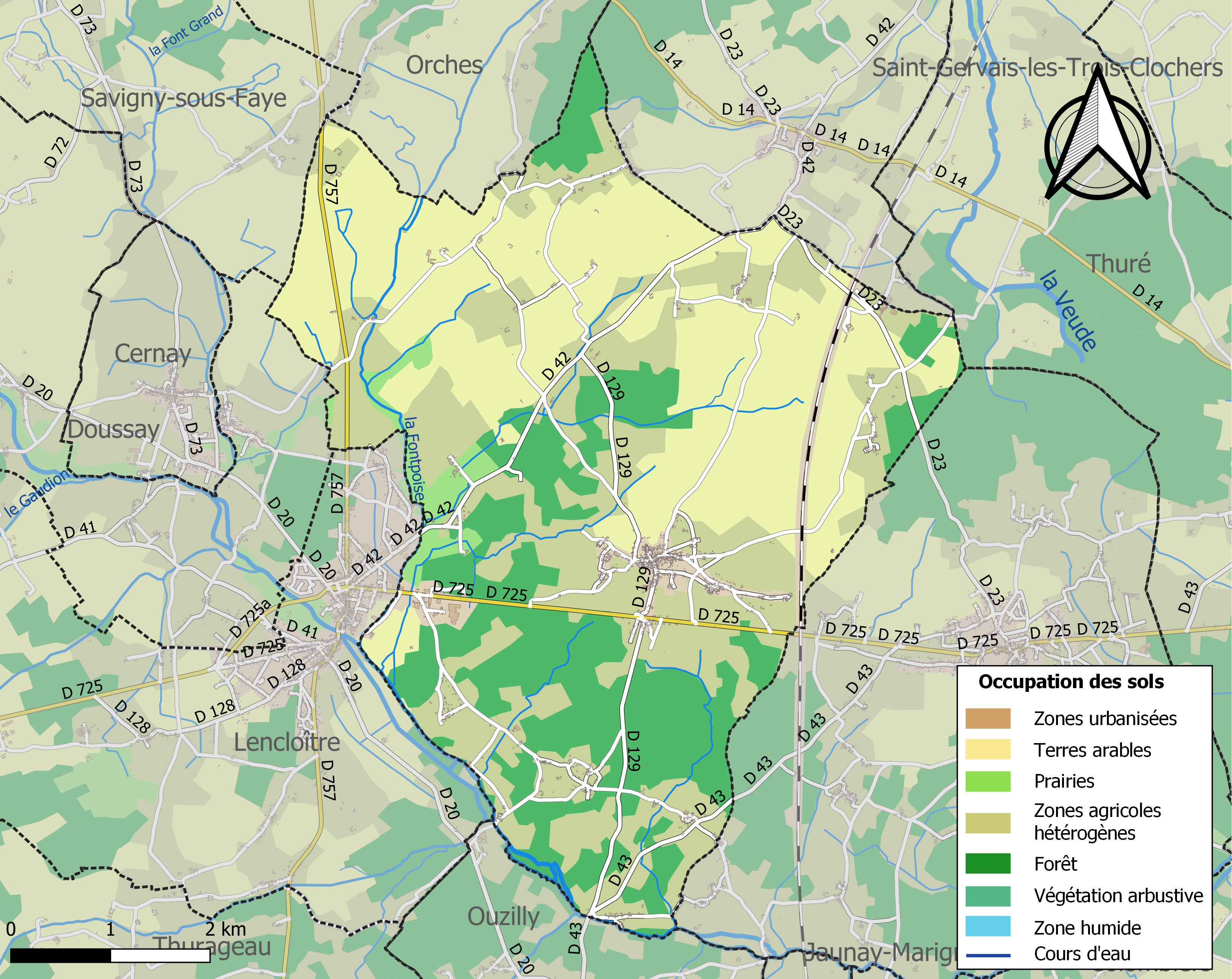
Carte des infrastructures et de l'occupation des sols de la commune en 2018 (CLC).

### Risques majeurs
Le territoire de la commune de Saint-Genest-d'Ambière est vulnérable à différents aléas naturels : météorologiques (tempête, orage, neige, grand froid, canicule ou sécheresse), inondations, feux de forêts, mouvements de terrains et séisme (sismicité modérée). Il est également exposé à un risque technologique, le transport de matières dangereuses. Un site publié par le BRGM permet d'évaluer simplement et rapidement les risques d'un bien localisé soit par son adresse soit par le numéro de sa parcelle.

#### Risques naturels
Certaines parties du territoire communal sont susceptibles d’être affectées par le risque d’inondation par débordement de cours d'eau, notamment l'Envigne. La commune a été reconnue en état de catastrophe naturelle au titre des dommages causés par les inondations et coulées de boue survenues en 1982, 1983, 1999, 2010, 2013 et 2018,.
Saint-Genest-d'Ambière est exposée au risque de feu de forêt. En 2014, le deuxième plan départemental de protection des forêts contre les incendies (PDPFCI) a été adopté pour la période 2015-2024. Les obligations légales de débroussaillement dans le département sont définies dans un arrêté préfectoral du 29 mai 2015,, celles relatives à l'emploi du feu et au brûlage des déchets verts le sont dans un arrêté permanent du 24 mai 2015,.

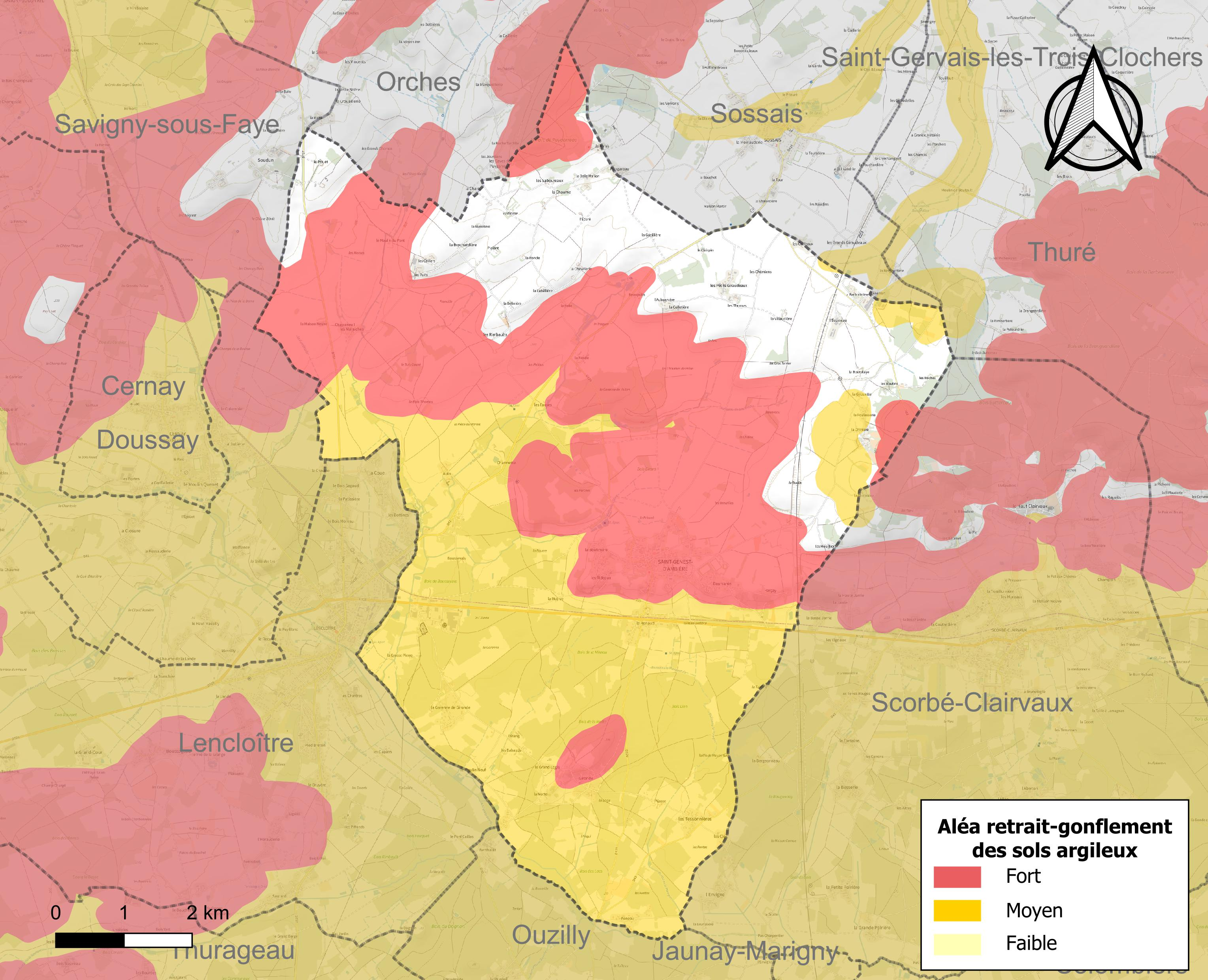
Carte des zones d'aléa retrait-gonflement des sols argileux de Saint-Genest-d'Ambière.

Les mouvements de terrains susceptibles de se produire sur la commune sont des affaissements et effondrements liés aux cavités souterraines (hors mines) et des tassements différentiels. Afin de mieux appréhender le risque d’affaissement de terrain, un inventaire national permet de localiser les éventuelles cavités souterraines sur la commune. Le retrait-gonflement des sols argileux est susceptible d'engendrer des dommages importants aux bâtiments en cas d’alternance de périodes de sécheresse et de pluie. 78,4 % de la superficie communale est en aléa moyen ou fort (79,5 % au niveau départemental et 48,5 % au niveau national). Depuis le 1er octobre 2020, en application de la loi ÉLAN, différentes contraintes s'imposent aux vendeurs, maîtres d'ouvrages ou constructeurs de biens situés dans une zone classée en aléa moyen ou fort,.
La commune a été reconnue en état de catastrophe naturelle au titre des dommages causés par la sécheresse en 1996 et par des mouvements de terrain en 1999, 2005 et 2010.

## Histoire
Comme le reste de la France, Saint-Genest-d'Ambière accueille favorablement les avancées de la Révolution française. Elle plante ainsi son arbre de la liberté, symbole de la Révolution. Il devient le lieu de ralliement de toutes les fêtes et des principaux événements révolutionnaires. Comme symbole, il est abattu par les royalistes en l’an VII.
En 1822, le village de Lencloître, situé près de la Fontpoise et de l'Envigne et carrefour connu pour ses foires et marchés liés aux cultures légumières et maraîchères, sur la commune de Saint-Genest-d'Ambière, devient une commune en fusionnant avec celle de Boussageau et prend le nom de Lencloître. Cette dernière devient par la même occasion, nouveau chef-lieu de canton et remplace Saint-Genest-d'Ambière.
En 1848, avec la Révolution française de 1848 et le retour de la République, un arbre de la liberté est planté.
De fin octobre 1939 à août 1940, Saint-Genest-d'Ambière accueille des réfugiés de Volmerange-les-Mines, village lorrain situé entre la ligne Maginot et la frontière franco-luxembourgeoise.
Après-guerre, des liens de sympathie, d’amitié, de reconnaissance se sont créés avec Volmerange-les-Mines (Moselle). Quelques mariages entre jeunes des deux communes se sont concrétisés. Pour conforter ces relations amicales, à l’initiative de messieurs Willy Backes, Dino Balestra et Maurice Thile, les Volmerangeois sont invités, à l’occasion des fêtes de la Pentecôte 1958, à venir disputer une rencontre de football. Ce fut l’occasion pour bon nombre de personnes de se retrouver. Les Ambigariens leur rendirent visite à leur tour en 1959, et depuis, les rencontres se sont répétées tous les deux ans.

## Politique et administration

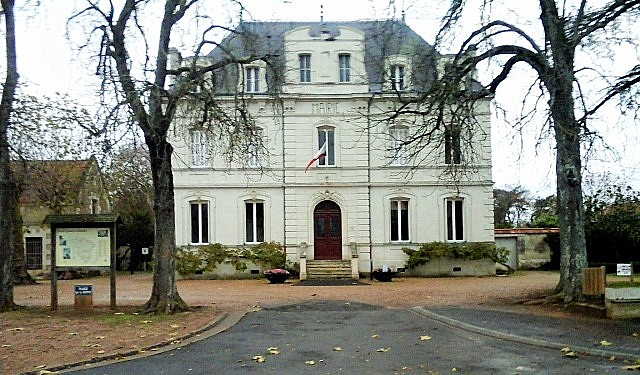
La mairie de Saint-Genest en novembre 2015.

### Intercommunalité
Saint-Genest était rattachée à la communauté de communes du Lencloîtrais et depuis le 1er janvier 2017 à la communauté d'agglomération de Grand Châtellerault.

### Liste des maires
| Période | Période  | Identité                   | Étiquette | Qualité |
| ------- | -------- | -------------------------- | --------- | --- |
| 1945    | 1952     | Clotaire Aubugeau          |           | |
| 1952    | 1955     | Albert Touzalin            |           | |
| 1955    | 1956     | Gaston Gautrot             |           | |
| 1956    | 1959     | Roger Gouin                |           | |
| 1959    | 1966     | Félicien Amirault          |           | |
| 1966    | 1973     | Albert Touzalin            |           | |
| 1973    | 2001     | Bruno Balestra (1921-2013) | DVG       | Co-gérant d'une entreprise grossiste et abattage de viande de lapin, ancien président de la communauté de communes du Lencloîtrais |
| 2001    | 2014     | Jean-Jacques Berthellemy   |           | Commercial en retraite |
| 2020    | En cours | Pascal Leclerc             |           | Agriculteur |

### Instances judiciaires et administratives
La commune relève du tribunal d'instance de Poitiers, du tribunal de grande instance de Poitiers, de la cour d'appel  de Poitiers, du tribunal pour enfants de Poitiers, du conseil de prud'hommes de Poitiers, du tribunal de commerce de Poitiers, du tribunal administratif de Poitiers et de la cour administrative d'appel  de  Bordeaux, du tribunal des pensions de Poitiers, du tribunal des affaires de la Sécurité sociale de la Vienne, de la cour d’assises de la Vienne.

### Services publics
Les réformes successives de La Poste ont conduit à la fermeture de nombreux bureaux de poste ou à leur transformation en simple relais. Toutefois, la commune a pu maintenir le sien.

## Démographie
L'évolution du nombre d'habitants est connue à travers les recensements de la population effectués dans la commune depuis 1793. Pour les communes de moins de 10 000 habitants, une enquête de recensement portant sur toute la population est réalisée tous les cinq ans, les populations de référence des années intermédiaires étant quant à elles estimées par interpolation ou extrapolation. Pour la commune, le premier recensement exhaustif entrant dans le cadre du nouveau dispositif a été réalisé en 2004.

En 2022, la commune comptait 1 211 habitants, en évolution de −5,98 % par rapport à 2016 (Vienne : +0,6 %, France hors Mayotte : +2,11 %).
| 1793  | 1800  | 1806  | 1821  | 1831  | 1836  | 1841  | 1846  | 1851  |
| ----- | ----- | ----- | ----- | ----- | ----- | ----- | ----- | ----- |
| 2 105 | 2 115 | 2 132 | 2 043 | 1 385 | 1 432 | 1 392 | 1 421 | 1 391 |

| 1856  | 1861  | 1866  | 1872  | 1876  | 1881  | 1886  | 1891  | 1896  |
| ----- | ----- | ----- | ----- | ----- | ----- | ----- | ----- | ----- |
| 1 407 | 1 390 | 1 387 | 1 413 | 1 512 | 1 520 | 1 531 | 1 511 | 1 397 |

| 1901  | 1906  | 1911  | 1921  | 1926  | 1931  | 1936  | 1946  | 1954  |
| ----- | ----- | ----- | ----- | ----- | ----- | ----- | ----- | ----- |
| 1 342 | 1 411 | 1 423 | 1 232 | 1 185 | 1 170 | 1 157 | 1 132 | 1 108 |

| 1962  | 1968  | 1975  | 1982  | 1990  | 1999  | 2004  | 2006  | 2009  |
| ----- | ----- | ----- | ----- | ----- | ----- | ----- | ----- | ----- |
| 1 097 | 1 106 | 1 067 | 1 105 | 1 105 | 1 143 | 1 197 | 1 206 | 1 235 |

| 2014  | 2019  | 2022  | - | - | - | - | - | - |
| ----- | ----- | ----- | - | - | - | - | - | - |
| 1 275 | 1 205 | 1 211 | - | - | - | - | - | - |

En 2008, selon l’Insee, la densité de population de la commune était de 38 hab./km2 contre 61 hab./km2 pour le département, 68 hab./km2 pour la région Poitou-Charentes et 115 hab./km2 pour la France.

## Économie
Selon la direction régionale de l'Alimentation, de l'Agriculture et de la Forêt de Poitou-Charentes, il n'y a plus que 19 exploitations agricoles en 2010 contre 43 en 2000.
58 % des surfaces agricoles sont destinées à la culture des céréales (blé tendre pour les 2/3 des surfaces céréalières mais aussi orges et maïs) et 25 % pour les oléagineux (colza et surtout du tournesol sur 82 % des surfaces cultivées).
En 2000, 3 hectares étaient consacrés à la vigne jusqu'alors absente.
Zone industrielle, artisanale et commerciale du SIVOM, aujourd'hui communauté de communes du Lencloîtrais, au lieu-dit Les Genêts à la sortie est de Lencloître, route de Châtellerault. L'usine de confiserie Carambar & Co du groupe d'investissement Eurazeo, anciennement appelée Hollywood ou Comptoir européen de la confiserie, y est implantée depuis le milieu des années 1980.

## Culture locale et patrimoine

### Lieux et monuments
- Le château d'Abin date des XVe et XVIIe siècles. L'entrée dans le château se fait par un pont dormant sur des douves en eau. Le pont est encadré par deux châtelets datant du XVIIe siècle. Le corps principal du château est en forme de L et possède deux tours médiévales. La seigneurie d'Abin, fief avec droit de haute justice, relevait du duché de Châtellerault et dépendait de l'abbaye de Fontevrault. Le château est inscrit depuis 2004 comme monument historique pour son pavillon, son mur de clôture, son pont et ses douves, son pigeonnier.
- Le château de Puygarreau est inscrit comme monument historique pour son pigeonnier, son logis, son enceinte, son fossé, sa tour, son soubassement et son cellier depuis 1988.
- Église Saint-Genest de Saint-Genest-d'Ambière.
- Motte de Gironde. Elle est située à l'ouest du hameau de gironde, et abrite sous sa plate-forme sommitale une cave voûtée en plein cintre faite de blocs de tuffeau. Pour P. Piboule, le site serait un donjon effondré  dont il ne subsiste que les caves et non une motte[35].
- souterrain refuge de la Chaume[36].

### Héraldique
| Blason | Blasonnement : De gueules à cinq tours d'or ordonnées en sautoir. |

### Jumelage
- Volmerange-les-Mines (France) depuis 1958.
- Lipiany (Pologne) depuis 1990.